# Chetone histrio
Chetone histrio là một loài bướm đêm thuộc phân họ Arctiinae, họ Erebidae.